# Irkutskenergo
Irkutskenergo (MICEX-RTS : IRGZ) est une entreprise russe qui fait partie de l'indice RTS.